# コーズウェイ・ポイント
座標: 北緯1度26分10秒 東経103度47分9秒 / 北緯1.43611度 東経103.78583度
コーズウェイ・ポイント（英: Causeway Point、中: 长堤坊）は、シンガポールにあるショッピングモールの一つで、国内第7位の規模を有する。シンガポール北部にあるウッドランズの中心街に所在する。ウッドランズ駅及びウッドランズ・リージョナル・バス・インターチェンジに隣接し、250の小売店が地上7階・地下2階に入居している。
中核店舗としてメトロ、ベンガワン・ソロ、コールド・ストレージ（スーパーマーケット）、エスプリ、華僑銀行、セブンイレブン、大衆書局、タイムゾーンが入居するほか、デリフランス、マクドナルド、フレッシュネスバーガー、KFC、クリスタル・ジェイド・レストランなどの飲食店が入居する。
シンガポールのショッピングモールとしては、最もマレーシアに近い。

## 拡張
現在、30ヶ月と7200万シンガポールドルを要する改装工事が進行中である。店舗の見通しの改善と、小売スペースの増設を目的として、エレベーターがより便利な場所へと移された。5階には飲食店が集まるスペースが設けられ、また新しく複数の小売店入居オファーが行われる予定である。